# Royal Barrière
Le Royal Barrière est un hôtel de prestige du Groupe Lucien Barrière, situé à Deauville en Normandie.

## Situation
Ce palace se situe à proximité du centre-ville de Deauville, dans le voisinage du casino, face aux plages de la Manche, sur la route du bord de mer.

## Historique
Le Royal Barrière est construit en 1913 sous l'impulsion de François André, un an après l'ouverture de son voisin L'Hôtel Normandy Barrière de la même enseigne.
Eugène Cornuché, maître d'hôtel chez Maxim's à Paris, est  le créateur des hôtels Normandy et Royal. Il n'engagera François André que plus tard.

## Caractéristiques
- 5 salons de 10 à 180 personnes.
- Restaurant : le « Côté Royal » du chef cuisinier Éric Provost
- Piano bar : « Le Bar de l'Étrier »
- 253 chambres dont 30 suites (déco style Directoire).
- Piscine, hammam, sauna, massage, salle de gymnastique, salon de coiffure.